# Pali (Rajasthan)
Pali (Hindi: पाली, Pālī) ist eine Stadt (Municipal Council) im Bundesstaat Rajasthan in Westindien und Verwaltungssitz des Distriktes Pali. Sie hat 230.000 Einwohner (Volkszählung 2011) und befindet sich in der Region Marwar.
Die Pratihara, eine Dynastie der Rajputen, auch bekannt als Gurjara-Pratiharas, gründete das Königreich in Marwar im 6. Jahrhundert, wo sich auch Pali befand. Im frühen 13. Jahrhundert floh der Rathor-Klan in den Westen des Königreiches Kannauj in das nördliche Indien.